# 华南女子大学
华南女子大学，又名华南女子文理学院（Hwa Nan College），是美以美会（1939年以后称卫理公会）在中国福州创办的一所教会女子大学，福建师范大学的前身之一。学校原址位于福建省福州市仓山区（今福建师范大学仓山校区）。

## 变迁

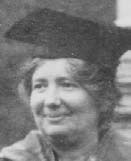
程吕底亚

1908年1月，华英女子学堂（华南女子大学预科）成立，最初有13名学生，校长为美以美会在华单身女传教士程吕底亚（Miss Lydia Trimble），校舍系租用仓前山倪厝弄的一处房子。课程为高中程度。1912年，首批有4人毕业。
1911年12月，在仓前山岭后新校址开始建造彭氏楼（Payne Hall，行政楼）。1914年秋，谷氏楼（Granston Hall，宿舍楼）建成后迁入新址，开始招收2年制本科生。1916年，这５名本科生学完2年课程后，到美国、加拿大、上海等地院校继续完成学业。同年改称华南女子大学(The Woman's College Of South China)。
1917年，华南女子大学开始创办四年制本科专业，首先办教育系，1921年第一届本科生3人毕业。1922年9月28日，华南女子大学在纽约州立大学注册，获得临时承认学士学位的授予权。（1934年９月21日正式承认）
1925年７月，程吕底亚女士辞去校长职务。卢爱德博士（Dr.Ida Belle Lewis） 继任校长。
1927年，卢爱德博士辞去校长职务。1928年6月27日，院董事会任命华人王世静为院长。但她再次赴美深造，1930年1月18日才举行就职典礼，从此她担任院长到1951年。
1933年６月，教育部准许华南女子文理学院临时立案，承认了中文、外语、教育、家政、数理、化学、生物等７个系。1934年６月华南女子文理学院获教育部批准永久立案。
1935年华南女子文理学院加入美国基督教13所大学联合托事部。
1938年6月21日，华南女子文理学院内迁南平。1946年迁回福州。
1950年底，朝鲜战争爆发后，中国政府接管了华南女子文理学院。1951年4月，进行院系调整，华南女子文理学院与福建协和大学合并成立福州大学（即现福建师范大学）。
1984年10月，老华南校友以华南女子文理学院暨附中校友会的名义复办了福建华南女子职业学院。

## 办学规模
1949年，设6个系：教育、文史、外国语、化学、生物、数理，学生163人，教职员21人，当年毕业27人。

## 校园
校园占地42亩，校舍4栋，面积28126平方米。原校址现位于今福建师范大学仓山校区
- 彭氏楼（Payne Hall，行政楼）
- 谷氏楼（Granston Hall，学生宿舍楼）
- 程氏楼（Trimble Hall）

2007年1月，华南女子文理学院旧址被列为仓山区第四批区级文物保护单位。2013年1月28日，华南女子文理学院旧址被列为第八批福建省文物保护单位。

## 办学特色
华南女子大学特别重视英文、宗教和音乐这三门学科，仅音乐类课程就有钢琴、音乐教学法、唱歌和歌社四门。1938年华南女子文理学院增设了音乐专修科。此外还有众多的音乐组织活动：音乐社、歌咏团、圣咏团、演奏会、音乐会、民众歌泳、音乐欣赏、弦乐团、音乐节。

## 历任校长
華英女子學堂
1. 程吕底亚（Miss Lydia Trimble）：1908年—1916年

華南女子大學
1. 程吕底亚（Miss Lydia Trimble）：1916年—1925年
2. 卢爱德博士（Dr. Ida Belle Lewis，1887年—1969年）：1925年—1927年
3. 王世静：1928年—1933年

華南女子文理學院
1. 王世静：1933年—1951年

## 管理
- 美国托事部（Board of Trustees in America）
- 院董事会（College Board of Directors）